# Rhachotropis pilosa
Rhachotropis pilosa is een vlokreeftensoort uit de familie van de Eusiridae. De wetenschappelijke naam van de soort is voor het eerst geldig gepubliceerd in 2006 door Bellan-Santini.